# Magda Sonja
Magda Sonja (née le 23 mai 1886 à Hradištko, Autriche-Hongrie, aujourd'hui en Tchéquie; morte le 15 août 1974 à Los Angeles) est une chanteuse et une actrice, vedette du cinéma muet autrichien.

## Biographie
Magda Sonja commença sa carrière au Theater an der Wien et chanta dans plusieurs cabarets viennois.
Elle commença sa carrière dans le cinéma muet en 1917 au cinéma et fut dès 1918 l'élément le plus prometteur de la Sascha-Film, tandis que Liane Haid était le joyau de la Wiener Kunstfilm (en). En l'espace de quelques années, elle participa à plus d'une centaine de films, dont Mata Hari, Drakula halála, La Danse rouge ou La Symphonie des brigands.
En 1933, elle émigra en Angleterre avec son mari, le réalisateur Friedrich Fehér.

## Filmographie
- Um ein Weib, 1918
- Das Nachtlager von Mischli-Mischloch, 1918
- Das Andere Ich, 1918
- Don Juans letztes Abenteuer, 1918
- Königin Draga, 1918
- Alle Räder stehen still, 1921
- Ihre Vergangenheit, 1922
- Die Geburt des Antichrist, 1922
- Die letzte Zarin, 1922
- Die Venus, 1922
- Drakula halála, 1924
- Ssanin, 1924
- Das Graue Haus, 1926
- Draga Maschin, 1927
- Verbotene Liebe, 1927
- Mata Hari, die rote Tänzerin, 1927
- Die Geliebte des Gouverneurs, 1927
- Maria Stuart, 1927
- Sensations-Prozess, 1928
- That Murder in Berlin, 1928
- Hotelgeheimnisse'', 1929
- Kdyz struny lkají, 1930
- Ihr Junge, 1931
- Gehetzte Menschen, 1932
- La Symphonie des brigands, 1936

## Source
- (de) Cet article est partiellement ou en totalité issu de l’article de Wikipédia en allemand intitulé « Magda Sonja » (voir la liste des auteurs).